# Ryad Kenniche
Ryad Kenniche (n. Argel, 10 de abril de 1993) es un futbolista argelino que juega en la demarcación de defensa.

## Biografía
Empezó a formarse como futbolista con el NA Hussein Dey, equipo de su localidad natal, hasta que en 2013 hizo su debut como futbolista profesional con el USM El Harrach, donde jugó 21 partidos y anotó tres goles. Dos temporadas después, el 4 de julio de 2015, fichó por el ES Sétif.

## Selección nacional
Con la selección de fútbol sub-23 de Argelia llegó a disputar los Juegos Olímpicos de Río de Janeiro 2016, donde quedaron eliminados tras los tres partidos de la fase de grupos.

## Clubes
| Club           | País    | Año         | Partidos | Goles |
| -------------- | ------- | ----------- | -------- | ----- |
| USM El Harrach | Argelia | 2013 - 2015 | 22       | 3     |
| ES Sétif       | Argelia | 2015 -      | 27       | 0     |